# 黒川兼行
黒川 兼行（くろかわ かねゆき、1928年 - 2023年９月30日）は元富士通研究所副社長。工学博士。IEEE Fellow。高周波回路においてパワーウェーブの概念を導入し、一般化散乱行列を提案した。一般化散乱行列は、それまで広く用いられていた通常の散乱行列（Sパラメータ）とは異なる性質を持つ。発振回路の安定判別式である黒川の判別式でも著名。父は早稲田大学大隈講堂の音響設計を担当した黒川兼三郎。

## 略歴
- 1928年（昭和3年） 東京出身
- 1951年（昭和26年）東京大学第二工学部電気工学科卒。
- 1957年（昭和32年）東京大学助教授。
- 1959年（昭和34年）東京大学休職、ベル研究所入社。同年電気学会電気学術振興賞進歩賞。
- 1961年（昭和36年）東京大学復職。
- 1963年（昭和38年） ベル研究所入社。平衡増幅器、固体発振器、光通信の開発に従事。帰国中に「マイクロ波回路入門」（丸善）を上梓。同年ベル研究所（BTL）入社。平衡増幅器、固体発振器、光通信の開発に従事。
- 1965年 IEEE 論文“Power waves and the scattering matrix”で電力波の概念を提唱。同年ISSCC 論文賞受賞。
- 1971年 - 1975年 ベル研のデバイス部門で光通信技術を立ち上げ。
- 1972年12月 世界初のシングル・モード・ファイバ通信に成功。
- 1975年 帰国し富士通入社。同社研究所副社長、同社フェローを歴任。
- 1981年 - 1982年 ISSCC アジア・プログラム委員長
- 1993年 - 1995年 電子情報通信学会副会長
- 1995年 IEEE Life Fellow
- 2009年 IEEE MTT － S Career Award 受賞

## 受賞
- 1959年（昭和34年） 電気学会 電気学術振興賞 進歩賞。
- 1965年（昭和40年） ISSC 論文賞。

## 著書
- 1963年（昭和38年） 「マイクロ波回路入門」、丸善

## 論文
- K. Kurokawa, "Power waves and the scattering matrix," IEEE Trans. MTT, vol.13, no.3, pp.194-202, March 1965
- K. Kurokawa, "Some basic characteristics of broad band negative resistance oscillator circuit," Bell Sys. Tech. J., vol.48, No.6, pp.1937-1955, June 1969.